# Дурдыев, Ата
Ата́ Дурды́ев (1910—1981) — туркменский, советский актёр. Народный артист СССР (1971). Лауреат Сталинской премии третьей степени (1951).

## Биография
Родился 1 января 1910 года в селении Кеши (ныне в черте Ашхабада, Туркменистан).
В 1929 году окончил Туркменскую драматическую студию (Ашхабад). Выпускник ГИТИСа (Москва).
С 1929 года — актёр Туркменского драматического театра (позже — имени И. В. Сталина, с 1963 — имени Молланепеса, ныне — Студенческий театр имени Молланепеса) (Ашхабад).
Снимался в кино.
Член ВКП(б) с 1935 года.
Ата Дурдыев умер в ноябре 1981 года в Ашхабаде.

## Награды и звания
- Народный артист Туркменской ССР (1955)[2]
- Народный артист СССР (1971)
- Сталинская премия третьей степени (1951) — за исполнение роли Аты в спектакле «Семья Аллана» Г. Мухтарова
- Три ордена Трудового Красного Знамени (1949, 1952, 1955)
- Орден Дружбы народов (1979)[3]
- Медаль «За доблестный труд в Великой Отечественной войне 1941—1945 гг.»
- Медали

## Театральные работы
- «Кеймир-Кёр» Б. Аманова и К. Бурунова — Аба Сердар
- «Сын пастуха» Г. Мухтарова и К. Сейтлиева — Мурадов
- «Весёлый гость» Г. Мухтарова — Салихов
- «Семья Аллана» Г. Мухтарова — Ата
- «Тридцатые годы» Г. Мухтарова — Куйкибай
- «Махтумкули» Б. Кербабаева — хан Хорезма
- «Кушкинская крепость» А. Атаджанова — Востросаблин
- «Кемине» Б. Аманова — Пир
- «В пустыне Каракум» Ш. Кекилова — Халла
- «Платон Кречет» А. Корнейчука — Стёпа
- «Бай и батрак» Хамзы — Холмат
- «Зохре и Тахир» Б. Аманова — Карабатыр
- «Герой Советского Союза Курбан Дурды» Б. Кербабаева — Курбан Дурды
- «Смерть поэта» М. Курбанклычева — майор гестапо фон Мюллер
- «Решающий шаг» по Б. Кербабаеву — Тиг-Джонс
- «Судьба» Х. Деряева — Гулам-белудж
- «Генерал Кулиев» А. Назарова и Г. Мухтарова — Семён Буденный
- «Васса Железнова» М. Горького — Прохор Борисович Храпов
- «Бронепоезд 14-69» В. Иванова — Пеклеванов
- «Король Лир» У. Шекспира — Кент
- «Ревизор» Н. Гоголя — Шпекин
- «Без вины виноватые» А. Островского — Шмага
- «Бедность не порок» А. Островского — Коршунов

## Фильмография
- 1940 — Дурсун — Непес
- 1954 — Сын пастуха — эпизод
- 1957 — Особое поручение — Ибрагим
- 1972 — Нет дыма без огня — Курбан-ага
- 1979 — Время по солнцу — Балканов
- 1980 — Любовь не прощает — Ашир-ага
- 1981 — Вот вернётся папа... — Серхан-ага
- 1981 — Старик и девочка — Старик
- 1981 — Утренние всадники — Саидахмед-ишан